# Микелинскас, Йонас
Йо́нас Микели́нскас (лит. Jonas Mikelinskas; 6 мая 1922, деревня Жадейкеляй Пасвальской волости, ныне Пасвальского района — 25 января 2015, Вильнюс) — литовский писатель и публицист, педагог; заслуженный учитель Литовской ССР (1965); лауреат Национальной премии в области культуры и искусства (2002).

## Биография
Родился в крестьянской семье. Учился с перерывами в гимназии в Пасвалисе. В 1942—1943 годах был на принудительных работах в Германии. Закончив гимназию, в 1944—1947 годах работал учителем в прогимназии в Салочяй. 
В 1952 году окончил историко-филологический факультет Вильнюсского университета, где изучал французский язык и литературу. В 1952—1954 годах работал в средней школе местечка Онушкис Тракайского района и в отделе народного образования Даугайского района. В 1954—1962 годах был инспектором министерства образования Литовского ССР.  
Печатался с 1957 года. С 1960 года был членом Союза писателей Литвы. В 1963—1969 годах — консультант Союза писателей Литвы. В 1965—1970 годах состоял членом ревизионной комиссии Союза писателей.  
Умер в Вильнюсе 25 января 2015 года.

## Творчество
Первый опубликованный в 1957 году рассказ был напечатан под псевдонимом (H. Naras. Издал сборники рассказов „Senis po laikrodžiu“ («Старик под часами»; 1960), „ Šiltos rankos “ («Теплые руки»; 1962), „ Pažinai tu ji“ («Узнал ли ты его?»; 1963), „Žiupsnis smėlio“ («Горсть песку»; 1965), сборники повестей, а также социально-психологические романы „ Vandens nešėja “ («Водоноша»; 1964, в русском переводе «Мы — люди»), „O laikrodis eina“ («А часы идут»; 1966), „Genys yra margas“ («Дятел — пестр»; 1976, в русском переводе «Не поле перейти»), „Už horizonto — laisvė“ («За горизонтом — свобода»; 1978), „Kur lygūs laukai“ («Среди ровных полей»; 1981), „Juodųjų eglių šalis“ («В стране черных елей»; 1987) и другие. Прозе Микелинскаса присущ анализ психологических переживаний и сжатый, несколько суховатый стиль. 
Произведения Йонаса Микелинскаса печатались в переводах на латышский, русский, украинский, чешский, эстонский языки.

## Награды и звания
- Заслуженный учитель Литовской ССР (1965)
- Заслуженный деятель культуры Литовской ССР (1982)
- Государственная премия Литовской ССР (1983, за роман „Kur lygūs laukai“ («Среди ровных полей»)
- Премия Габриэле Пяткявичайте-Бите (1986, за сборник прозы „Nepalaidotos dienos“)
- Премия Юозаса Паукштялиса (1989, за роман „Juodųjų eglių šalis“ («В стране черных елей»))
- Офицерский крест ордена Великого князя Литовского Гядиминаса (1995)[6]
- Национальная премия Литвы в области культуры и искусства (2002)
- Литературная премия „Varpų premija“ (2004)
- Премия Юозаса Тумаса-Вайжгантаса (2007, за книгу „Kodėl yra taip, kaip yra“)

## Издания
- Senis po laikrodžiu: novelės: Vilnius: Vaga, 1960
- Ir vėl mažasis: apsakymai vaikams. Vilnius: Vaga, 1962
- Šiltos rankos: novelės. Vilnius: Vaga, 1962
- Vandens nešėja: romanas. Vilnius: Vaga, 1964 (второе издание 1972)
- Pažinai tu jį?: novelės. Vilnius: Vaga, 1963
- Žiupsnis smėlio: novelės. Vilnius: Vaga, 1965
- O laikrodis eina: romanas. Vilnius: Vaga, 1966
- Lakštingala — pilkas paukštis: apsakymai ir apysakos. Vilnius: Vaga, 1969
- Rugpjūčio naktį: apsakymų rinkinys. Vilnius: Vaga, 1971
- Anonimas: apysaka. Vilnius: Vaga, 1976
- Laukinė obelis: apysaka. Vilnius: Vaga, 1976
- Genys yra margas: romanas. Vilnius: Vaga, 1976
- Už horizonto — laisvė: romanas. Vilnius: Vaga, 1978 (второе издание 1986)
- Žiupsnis smėlio: apsakymų rinkinys. Vilnius: Vaga, 1982
- Nepalaidotos dienos: miniatiūra. Vilnius: Vaga, 1985
- Raštai. 5 t. Vilnius, 1982—1986
- Juodųjų eglių šalis: romanas. Vilnius: Vaga, 1988 (второе издание 2006)
- Kur lygūs laukai: romanas. Vilnius: Vaga, 1981 (второе издание 1987)
- Paskutinė korta: apsakymų rinkinys. Vilnius: Lietuvos rašytojų sąjungos leidykla, 1993
- Nepagirtas tarp moterų: romanas. Vilnius: Valstybinis leidybos centras, 1993
- Kelionė į Delfus: kritikos ir publicistikos straipsniai. Vilnius: Vaga, 1994
- Žmogaus esmė: apsakymai ir miniatiūros. Vilnius: Žuvėdra, 2001
- Žmogus ir jo legenda: apmąstymai. Vilnius: Lietuvos rašytojų sąjungos leidykla, 2002
- Čia ir dabar: politinis romanas. Vilnius: Mintis, 2006
- Kada Kodėl taps Todėl?: Holokaustas be politikos ir komercijos: kritikos ir publicistikos straipsniai. Vilnius: Mintis, 2004
- Kodėl yra taip, kaip yra?: publicistika ir eseistika. Vilnius: Mintis, 2006
- Niurnbergo šešėlis: publicistika. Vilnius: Mintis, 2009